# Соломоновы Острова на летних Олимпийских играх 2024
Олимпийская сборная Соломоновых Островов на летних Олимпийских играх 2024 года была представлена 2 спортсменками в 2 видах спорта. Знаменосцем команды на церемонии открытия стала 16-летняя пловчиха Изабелла Миллер.

## Состав сборной
Лёгкая атлетика
1. Шэрон Фирисуа

 Плавание
1. Изабелла Миллер

## Результаты соревнований

### Водные виды спорта

#### Плавание
Соломоновы Острова получили одно универсальное место для участия своих спортсменов в соревнованиях по плаванию на Играх в Париже.
Женщины
На соревнования по плаванию на 50 метров вольным стилем была заявлена 16-летняя Изабелла Миллер. Финишировав в предварительном заплыве 8-й, она не смогла пробиться в следующую стадию.
| Спортсмен       | Дистанция           | Предварительный раунд | Предварительный раунд | Предварительный раунд | Полуфинал             | Полуфинал             | Полуфинал             | Финал                 | Финал                 |
| Спортсмен       | Дистанция           | Заплыв                | Результат             | Место                 | Заплыв                | Результат             | Место                 | Результат             | Место                 |
| --------------- | ------------------- | --------------------- | --------------------- | --------------------- | --------------------- | --------------------- | --------------------- | --------------------- | --------------------- |
| Изабелла Миллер | 50 м вольным стилем | 3                     | 31,32                 | 67                    | завершила выступление | завершила выступление | завершила выступление | завершила выступление | завершила выступление |

### Лёгкая атлетика
Соломоновы Острова получили одно универсальное место для участия своих спортсменов в соревнованиях по лёгкой атлетике на Играх в Париже.
Женщины
На соревнования по бегу на 100 метров была заявлена Шэрон Фирисуа, специализирующаяся на марафонской дистанции. Это решение Национального олимпийского комитета Соломоновых Островов вызвало большой недоумение среди атлетов страны. В частности, одна из лучших спринтерш Соломоновых Островов Йовита Аруния пригрозила вовсе уйти из спорта, назвав такое решение НОК несправедливым и не поддающимся какой-либо логике.
Предварительный забег на Олимпиаде в Париже Фирисуа завершила последней и не пробилась в следующий раунд соревнований.
| Спортсмен     | Дисциплина   | Предварительный раунд | Предварительный раунд | Предварительный раунд | Четвертьфинал         | Четвертьфинал         | Четвертьфинал         | Полуфинал             | Полуфинал             | Полуфинал             | Финал                 | Финал                 |
| Спортсмен     | Дисциплина   | Забег                 | Время                 | Место                 | Забег                 | Время                 | Место                 | Забег                 | Время                 | Место                 | Время                 | Место                 |
| ------------- | ------------ | --------------------- | --------------------- | --------------------- | --------------------- | --------------------- | --------------------- | --------------------- | --------------------- | --------------------- | --------------------- | --------------------- |
| Шэрон Фирисуа | бег на 100 м | 4                     | 14,31                 | 9                     | завершила выступление | завершила выступление | завершила выступление | завершила выступление | завершила выступление | завершила выступление | завершила выступление | завершила выступление |